# エルプタール (ヘッセン)
エルプタール (ドイツ語: Elbtal) は、ドイツ連邦共和国ヘッセン州ギーセン行政管区のリムブルク＝ヴァイルブルク郡に属す町村（以下、本項では便宜上「町」と記述する）である。この町は郡内で最も小さな町である。

## 地理

### 位置
エルプタールは、ラーンタールの高台、ヴェスターヴァルトの南斜面に位置している。

### 自治体の構成
この町は、ドルヒハイム地区（行政機関の所在地）、エルプグルント地区、ハンゲンマイリンゲン地区、ホイヒェルハイム地区の4地区で構成されている。

## 歴史
エルプバッハ川両岸の丘陵には、新石器時代からヒトが住んでいた。数多くの石器の出土品がそれを証明している。ハンゲンマイリンゲン近郊の環状土塁施設は、ハルシュタット時代（紀元前750年から紀元前450年）のものと同定されている。
ホイヒェルハイムは、772年にロルシュ修道院の寄進状に初めて記録されている。エルプグルントの前身であるヴァルトマンスハウゼンは1138年10月21日に聖ゴアー修道院への寄進記録に、ドルヒハイムはマリア・ラーハ修道院の文書に1215年に、エルプグルントのもう一つの前身であるミュールバッハはナッサウ伯からドイツ騎士団への寄進状に1230年に、ハンゲンマイリンゲンは1333年1月21日に最初の記録が遺っている。
現在も存在するエルプグルントの水城ヴァルトマンスハウゼン城は、周辺地域の裁判高権を有したヴァルポーデ（官僚の職名）の所在地であった。この施設は、2本の円塔と付属の事務棟を有する後期ゴシック様式の居館で、現在も利用されている。その西側には、古い城塞の円形の遺構が遺っている。この城塞は1835年にフランクフルトの重要な銀行家ベトマン家の所有となった。第二次世界大戦後はアメリカ管理地区の宿舎となった。現在は学校の野外活動用宿舎として利用されている。
この町の最も古い建物の一つが、ドルヒハイムのマリエンシュテッター・ホーフである。この建物は1993年までエルプタールの町役場として使われていた。精確な建造年は不明である。この建物は、マリエンシュタット修道院の現存する3つの大規模建築の一つである。
ミュールバッハ地区では20世紀半ばまで粘土と玄武岩の採掘が行われていた。

### 自治体の成立
ヘッセン州の地域再編に基づき、1971年2月1日にドルヒハイム、ハンゲンマイリンゲン、ホイヒェルハイムが自由意思に基づいて合併し、新しい自治体エルプタールが成立した。行政機関の所在地はドルヒハイムとなった。1974年7月1日に、それまで独立した町村であったエルプグルントが州法に基づき合併した。エルプグルントは1936年にそれまで独立していた町村であったミュールバッハとヴァルトマンスハウゼンが合併して形成された自治体であった。ヘッセン自治体法に基づくオルツベツィルク（地区議会や地区長を有する管区）は設けられていない。

## 住民

### 住民構成
Zensus 2011 の調査によれば、2011年5月9日時点のエルプタールの人口は2,359人であった。このうち外国人は116人 (4.92 %) で、EU-加盟国 39カ国、その他のヨーロッパ諸国 61カ国、その他の国 16カ国から来ていた。戸数は993戸であった。このうち276戸が単身世帯、298戸が子供のいないペアの世帯、318戸が子供のいるペアの世帯、82戸が成人した子供が親と同居している世帯、19戸がルームシェアであった。458人 (19.4 %) が福音主義信者、1,452人 (61.6 %) がカトリック信者であった。

## 行政

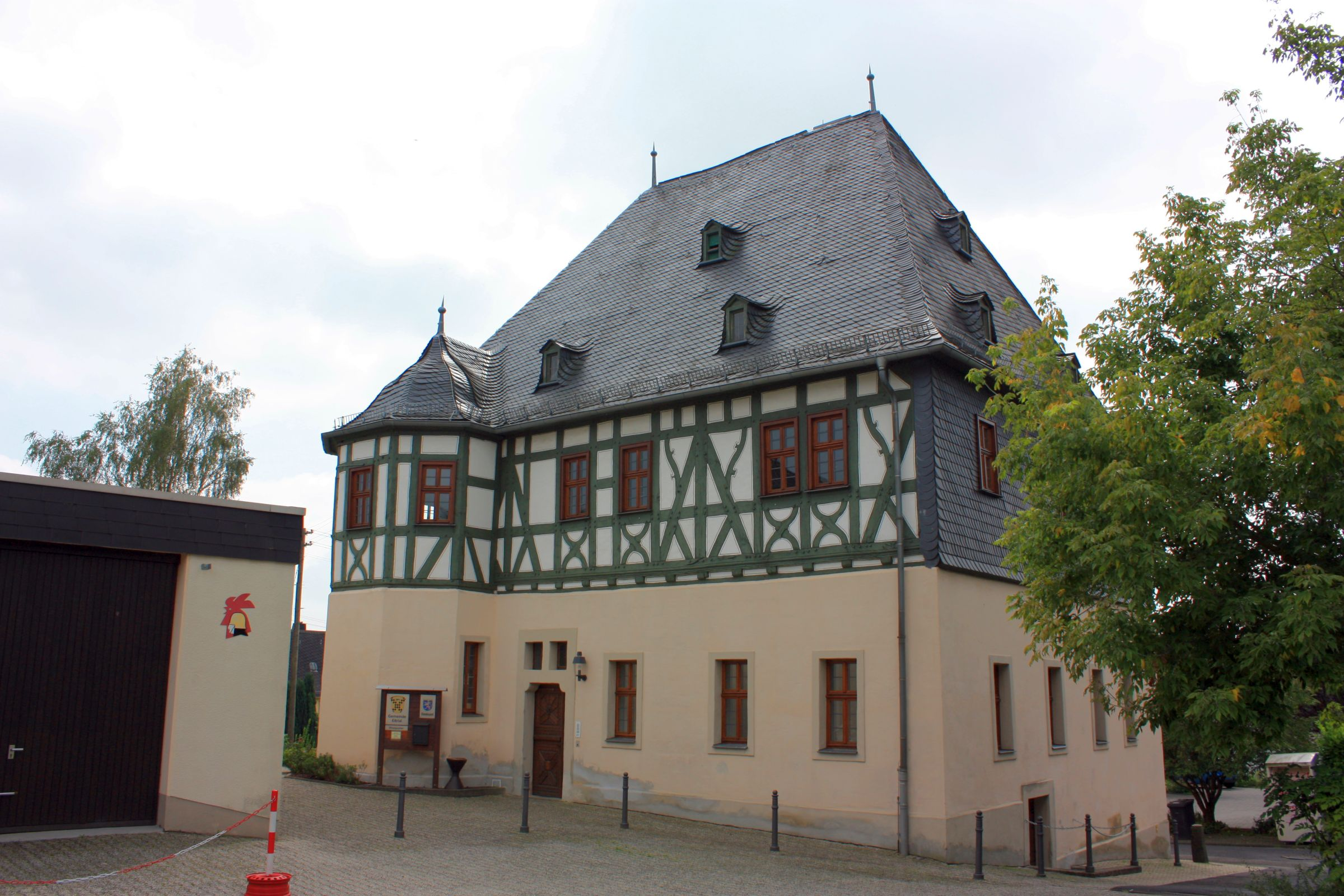
エルプタールの町役場

### 議会
エルプタールの町議会は、15議席で構成されている。

## 文化と見所

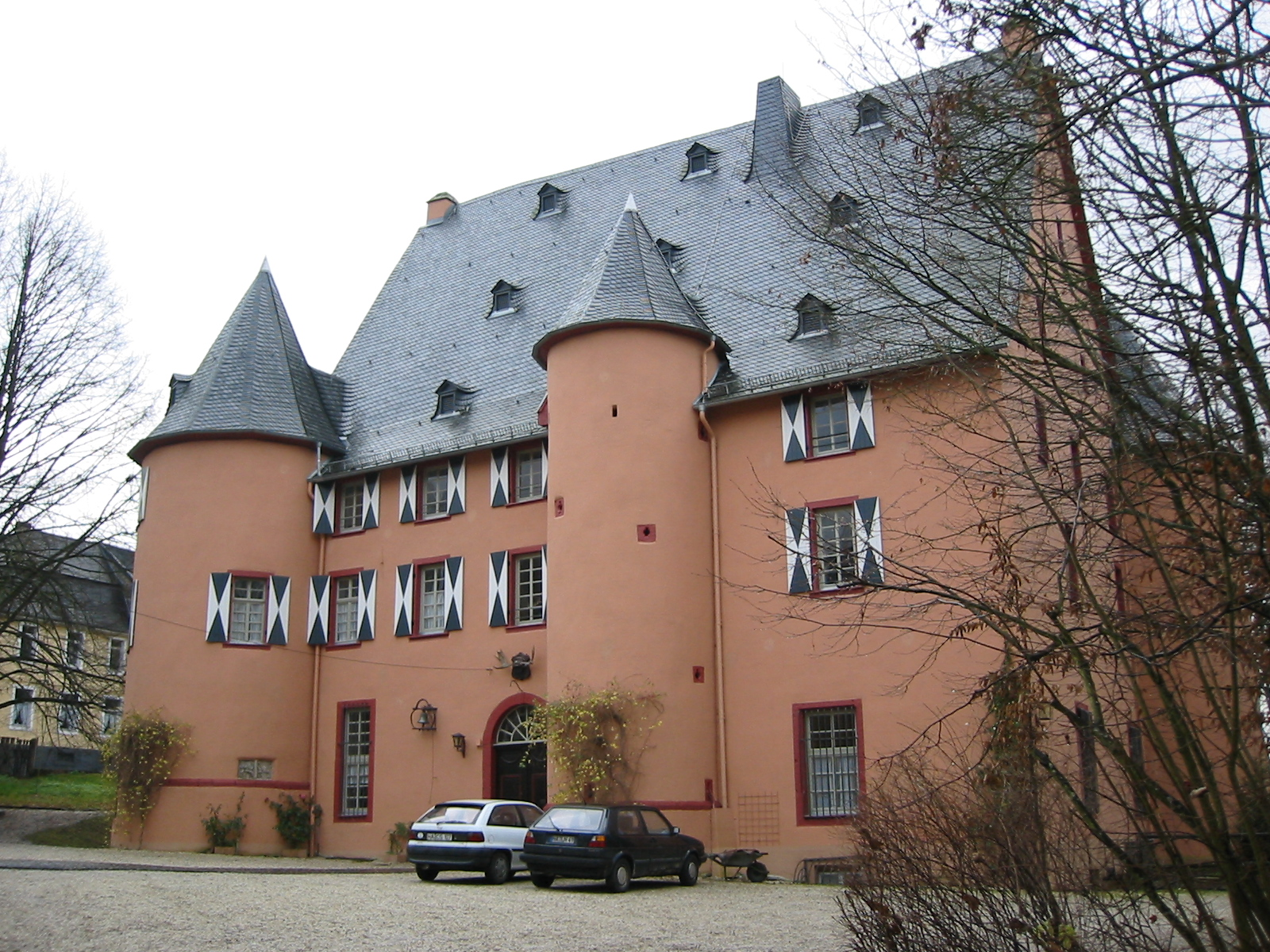
ヴァルトマンスハウゼン城

### 見所
- ヴァルトマンスハウゼン城
- ドルヒハイムの墓地に建つ聖ニコラウス礼拝堂: 12世紀初めに建造され、16世紀に改築された。彫刻が豊かに施された中央の柱と一連の絵画が描かれた内陣を有する。

## 経済と社会資本
エルプタールは住宅地であり、地元の商店や職人の他に工業は行われていない。

### 交通
この町は、連邦道 B54号ジーゲン - リムブルク線に面しており、広域道路網への接続の便が良い。

### 教育
町内には、ドルヒハイム地区に基礎課程学校のエルプタールシューレがある。上級の学校は、フリックホーフェンのミッテルプンクトシューレ聖ブラジウスやハーダマルのフュルスト＝ヨハン＝ルートヴィヒ＝シューレに進学するのが一般的である。

### 施設・機関
- ドルヒハイムのエルプタール・ゾネンブルーメ幼稚園
- ドルヒハイムの聖ヨーゼフ幼稚園
- エルプタール消防団（旧ドルヒハイム消防団、ハンゲンマイリンゲン消防団、エルプグルント消防団、ホイヒェルハイム消防団が統合されて組織された）
- エルプタール青年消防団
- エルプタール子供消防団